# Tremulini
Tremulini è un quartiere di Reggio Calabria. Assieme ai quartieri Pineta Zerbi ed Eremo costituisce la II circoscrizione comunale.

## Origini del nome
Potrebbe derivare dalla presenza di " tre mulini " dislocati un tempo nel suo territorio o potrebbe trattarsi di un possibile francesismo, lascito del periodo angioino. In quest'ultimo caso la voce " Trémoulins " composta dal prefisso " Tré " (oltre, al di là nella toponomastica francese) più il sostantivo " Moulins "(mulini) indicherebbe località abitata "superando ed oltrepassando" gli immediati dintorni dove si ergevano tali costruzioni. Dalle documentazioni della seconda metà del 1800 si evince che in zona erano presenti realmente tre mulini (quelli di Giovanni Lavagna, Paolo Manti e Giovanni Spanò).

## Storia
La più antica testimonianza dell'esistenza del toponimo Borrace è costituita da un atto del notaio reggino Perrone del 1534, in cui si parla di gelsi e vigne posseduti nella contrada Burrachi. Nel 1600 le notizie sono più numerose: Burraci era tutta quella zona che andava da Scavanu a sud, fino al torrente annunziata a nord, e da La Consolazione e Nicoletta a est, fino a La Greca a ovest. Mentre sappiamo bene dove sono il rione Schiavone e la contrada intitolata alla Consolazione, nessuno ricorda più i posti nominati Nicoletta, Il muro di Pace, San Lorenzo, Il Pantano, La Greca, La Grotta, Il Sagramento, La forgiara ecc. Il rione Borrace andava dall'attuale via Domenico Romeo al torrente Annunziata e dalla via Eremo-Condera alla via G. De Nava. Includeva, quindi, il torrente Caserta con le numerose case che fiancheggiavano ed erano denominate, nell'800, Villaggio Caserta; il torrente Candela, che è la valletta pietrosa oggi trasformata nel Parco Caserta; la contrada Tremulini o dei Tre Mulini, feudo dei Baroni Griso e Sacco fino al 1909, ed anche il torrente Marianazzo con il suo affluente Vallone Petrara.
Fino alla vigilia della sua attuale sistemazione urbanistica, il rione era servito da alcune strade: la Salita Borrace, la Via du Maro Gatto, la Strada dei Tre Mulini,oggi via Demetrio Tripepi, il viadotto Cardinale Portanova, e la Strada Borrace. Quest'ultima andava trasversalmente, dal villaggio Caserta fino all'Annunziata, mentre la via dei Tre Mulini partiva dal medesimo villaggio per arrivare fino al primo di questi ultimi, che stavano sulla sponda sinistra del torrente, quasi all'altezza del Villaggio Vito.
Che questa parte del contado reggino sia stata sempre abitata, con una precisa destinazione agricola tipicamente Feudale, lo rivelano le numerose tombe del IV-III secolo a.C., ritrovate negli anni Venti, allorquando si costruirono le palazzine degli isolati, soprattutto nel recinto della Caserma del 20º Reggimento di Fanteria. Erano tombe modeste, di tavelloni in terracotta, quasi senza corredo funebre. Altre tombe della medesima epoca furono rinvenute mentre si scavava per realizzare il moderno Palazzo del Consiglio Regionale, ma svanirono silenziosamente.
 
Va infine detto a proposito del Palazzo Regionale, che occupa la spalla destra del torrente Caserta: una spalla anomale, dal punto vista geomorfologico, perché non è costituita da una struttura arroccata, come lo è la riva opposta, bensì da un'area pianeggiante, che sembra rappresentare il riempimento plurimillenario di un localizzato sprofondamento del sottosuolo calcareo su cui tutta Reggio poggia.

## Monumenti e luoghi d'interesse
- Consiglio Regionale della Calabria
- Chiesa del Santissimo Salvatore
- Parco Caserta
- Planetario di Reggio Calabria
- Comando Polizia Metropolitana di Reggio Calabria (ex stabilimento Caffè Mauro)
- Comando Carabinieri Forestali di Reggio Calabria
- Università Mediterranea
- TAR (ex Casa del Fascio)
- Piazza del Popolo
- Piazza della Consegna
- Piazza Domenico Salazar (già Piazza Santissimo Salvatore)
- Piazzetta Padre Pio
- Parco del Bergamotto

## Società

### Istituzioni, enti e associazioni
Il quartiere è servito da strutture pubbliche e private:
- Ospedale Riuniti
- Policlinico Madonna della Consolazione

## Infrastrutture e trasporti
Il quartiere è attraversato dal Raccordo Autostradale 4 con uscita Via Caserta Crocevia e Via Petrara.
Con la presenza del Consiglio Regionale esistono fermate per bus privati, per la città il quartiere è servito dai mezzi ATAM con fermate a Piazza del Popolo, Viale Amendola, Via Cardinale Portanova, Via Petrara, Circonvallazione Parco Caserta, Via Melacrino, Via Quartiere Militare, Via Margherita Hack e Via Tremulini.